# Taraxacum auriapex
Taraxacum auriapex — вид квіткових рослин з родини айстрових (Asteraceae). Вид зростає в Європі: Польща; інтродукований до Фінляндії; це багаторічна рослина помірних біомів.